# Histiotus magellanicus
Histiotus magellanicus es una especie de murciélago de la familia Vespertilionidae.

## Distribución geográfica
Se encuentra en Argentina y Chile.